# Ian Crook
Ian Stuart Crook (* 18. Januar 1963 in Romford) ist ein ehemaliger englischer Fußballspieler und -trainer.

## Karriere
Crook begann seine Karriere 1980 beim Erstligisten Tottenham Hotspur. 1981 und 1982 gewann er mit dem Verein den FA Cup. 1984 gewann er mit dem Verein den UEFA-Pokal. 1986 wechselte er zu Norwich City. 1993 wurde er mit dem Verein Tabellendritter in der neu gegründeten Premier League. Am Ende der Saison 1994/95 stieg der Verein in die zweiten Liga ab. Für dem Verein bestritt er 418 Ligaspiele und schoss dabei 24 Tore. 1997 wechselte er zum japanischen Erstligisten Sanfrecce Hiroshima. 1998 kehrte er nach Australien zurück. Hier spielte er bis 2000 für Northern Spirit.

## Erfolge
Tottenham Hotspur
- Englischer Pokalsieger: 1980/81, 1981/82
- UEFA-Pokal: 1983/84